# Pao Pao

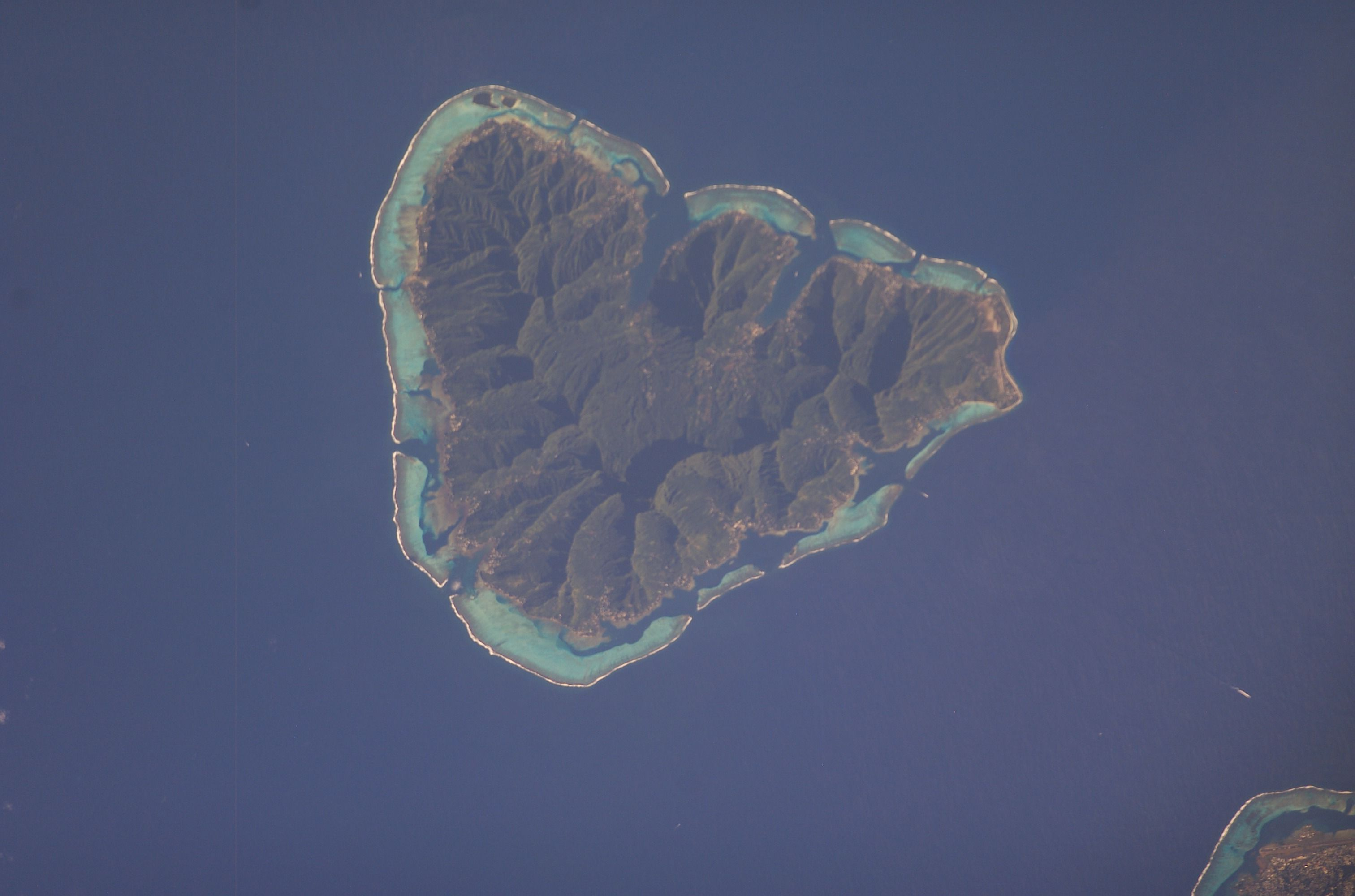
Die Insel Moorea

Pao Pao ist eine Stadt auf der Insel Moorea im Pazifischen Ozean. Sie gehört zu Französisch-Polynesien. Im Jahr 2007 lebten in der Stadt 4244 Einwohner und ist damit die größte Stadt auf der Insel.

## Geografie
Pao Pao liegt an der Cook’s Bay auf der Pazifikinsel Moorea. Die Stadt ist von Bergen umgeben. Die nächste große Insel ist Tahiti in östlicher Richtung.

## Geschichte
Pao Pao wurde zuerst von Asiaten besiedelt. Sie bauten Häuser aus Ästen und Zweigen und lebten vom Fischfang. Eines Tages entdeckte James Cook die Insel und eine Bucht wurde nach ihm benannt.

## Verkehr
Die meisten Bewohner der Stadt nutzen den nahe gelegenen Flugplatz Moorea zum Fliegen auf andere Inseln. Es besteht zur Nachbarinsel Tahiti aber auch eine Fährverbindung. Die Fahrtzeit beträgt 45 Minuten. Durch diese Verbindungen kommen immer wieder Touristen in die Stadt.